# غابي هاوبتمان
غابي هاوبتمان (بالألمانية: Gaby Hauptmann)‏ (و. 1957 – م) هي صحفية، وكاتبة من ألمانيا . ولدت في تروسينغن .
شاركت في German presidential election, 2012.

## روابط خارجية
- غابي هاوبتمان على موقع IMDb (الإنجليزية)
- غابي هاوبتمان على موقع مونزينجر (الألمانية)